# Campeonato Mundial de Atletismo Sub-20 de 2016 - Marcha atlética 10000 m feminina
A prova da marcha atlética 10 000 m feminino do Campeonato Mundial de Atletismo Sub-20 de 2016 ocorreu no dia 19 de julho em Bydgoszcz, na Polônia. 

## Recordes
Antes desta competição, os recordes mundiais e do campeonato nesta prova eram os seguintes:
|     | Nome             | Nacionalidade | Tempo    | Local      | Data                |
| --- | ---------------- | ------------- | -------- | ---------- | ------------------- |
| WJR | Anežka Drahotová | Chéquia       | 42:47.25 | Eugene     | 23 de julho de 2014 |
| CR  | Anežka Drahotová | Chéquia       | 42:47.25 | Eugene     | 23 de julho de 2014 |
| WJL | Noemi Stella     | Itália        | 46:00.67 | Bressanone | 11 de junho de 2016 |

## Medalhistas
| Ouro             | Prata              | Bronze                  |
| Ma Zhenxia (CHN) | Noemi Stella (ITA) | Yehualeye Beletew (ETH) |

## Cronograma
Todos os horários são locais (UTC+1).
| Data        | Hora  | Evento |
| ----------- | ----- | ------ |
| 19 de julho | 18:00 | Final  |

## Resultados

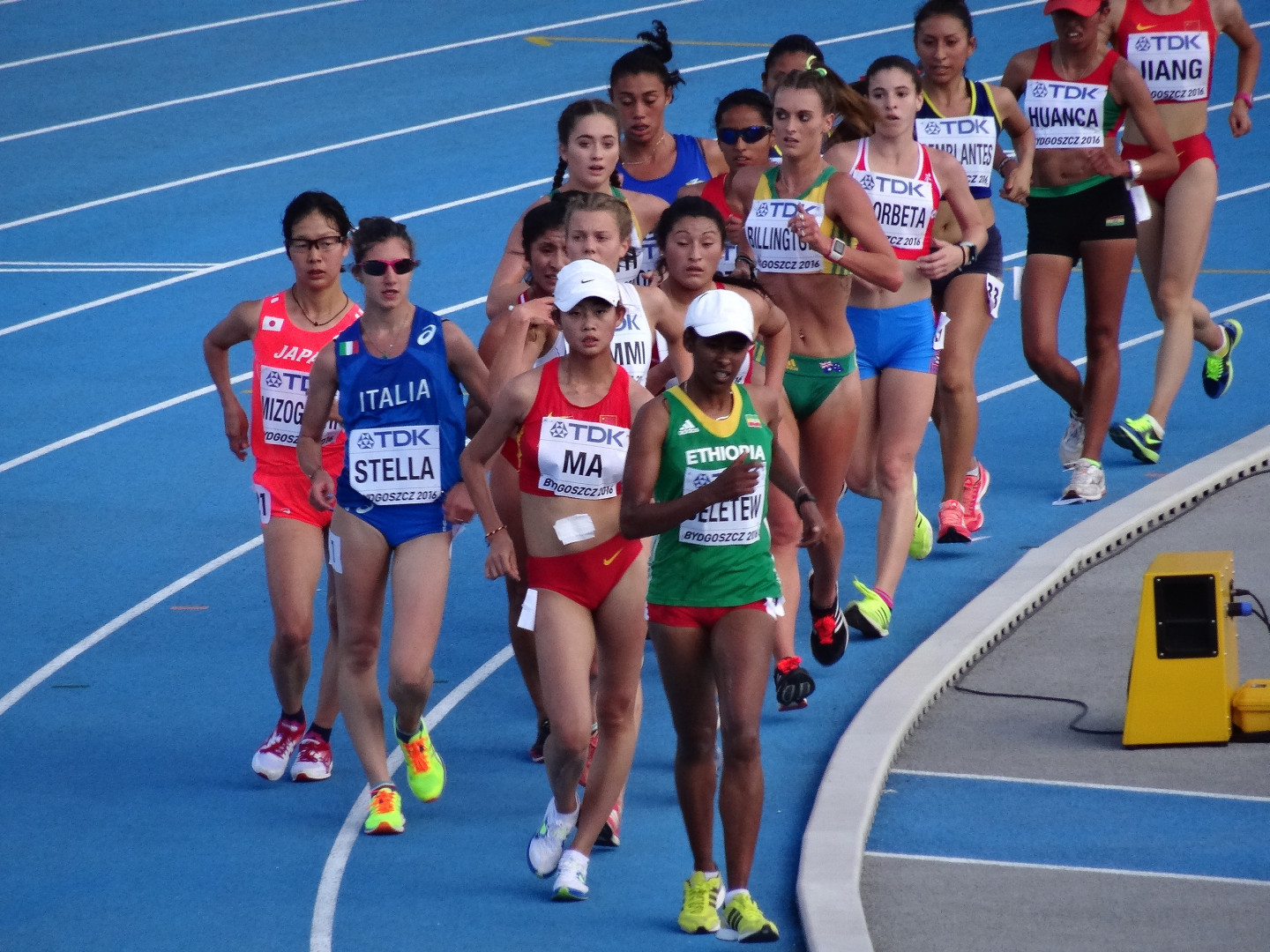
A corrida em curso

A prova final foi realizada no dia 19 de julho às 18:00. 
| Posição           | Atleta                  | Nacionalidade  | Tempo    | Notas                | Penalidades |
| ----------------- | ----------------------- | -------------- | -------- | -------------------- | ----------- |
| Medalha de ouro   | Ma Zhenxia              | China          | 45:18.45 | WJL                  |             |
| Medalha de prata  | Noemi Stella            | Itália         | 45:23.85 | Recorde da temporada |             |
| Medalha de bronze | Yehualeye Beletew       | Etiópia        | 45:33.69 | AJF                  | ~>          |
| 4                 | Valeria Ortuño          | México         | 45:44.33 | AJM                  |             |
| 5                 | Jiang Shanshan          | China          | 45:51.27 | Recorde pessoal      |             |
| 6                 | Taika Nummi             | Finlândia      | 46:04.74 |                      |             |
| 7                 | Karla Jaramillo         | Equador        | 46:15.24 |                      | ~           |
| 8                 | Yukiho Mizoguchi        | Japão          | 46:19.49 |                      |             |
| 9                 | Rachelle de Orbeta      | Porto Rico     | 46:22.71 | NJR                  | ~           |
| 10                | Evelyn Inga             | Peru           | 46:24.71 | NJR                  | ~           |
| 11                | Teresa Zurek            | Alemanha       | 46:34.94 | NJR                  |             |
| 12                | Leyde Guerra            | Peru           | 46:37.03 | Recorde pessoal      |             |
| 13                | Clara Smith             | Austrália      | 46:59.96 |                      |             |
| 14                | Emilia Lehmeyer         | Alemanha       | 47:03.11 |                      | >           |
| 15                | Lina Bolívar            | Colômbia       | 47:03.71 |                      |             |
| 16                | Mishell Semblantes      | Equador        | 47:08.16 | Recorde pessoal      |             |
| 17                | Olga Niedziałek         | Polónia        | 47:45.65 | Recorde pessoal      | ~           |
| 18                | Giada Francesca Ciabini | Itália         | 48:27.41 |                      |             |
| 19                | Tayla Paige Billington  | Austrália      | 48:32.33 |                      | >           |
| 20                | Zofia Kreja             | Polónia        | 48:32.80 |                      | >           |
| 21                | María Fernanda Montoya  | Colômbia       | 48:48.99 |                      | >~~         |
| 22                | Valeryia Komel          | Bielorrússia   | 48:49.60 |                      |             |
| 23                | Arely Morales           | Guatemala      | 49:01.24 |                      | >           |
| 24                | Irene Montejo           | Espanha        | 49:25.85 |                      |             |
| 25                | Anali Cisneros          | Estados Unidos | 49:31.88 |                      |             |
| 26                | Odeth Huanca            | Bolívia        | 49:41.85 |                      | >           |
| 27                | Enni Nurmi              | Finlândia      | 49:53.55 |                      |             |
| 28                | Meaghan Podlaski        | Estados Unidos | 50:21.22 |                      |             |
| 29                | Carolina Costa          | Portugal       | 50:25.05 |                      |             |
| 30                | Yuliia Balym            | Ucrânia        | 50:30.54 |                      |             |
| 31                | Anastasia Sanzana       | Chile          | 50:32.61 | NJR                  |             |
| 32                | Yeter Arslan            | Turquia        | 50:32.61 |                      | >           |
| 33                | Meral Kurt              | Turquia        | 50:37.78 | Recorde pessoal      |             |
| 34                | Kristina Povorozniuk    | Ucrânia        | 52:38.92 |                      |             |
| 35                | Maria José Cortes       | Nicarágua      | 52:52.60 | NJR                  |             |

Legenda
| Recorde mundial       | Recorde mundial (World record)               |                       | Recorde africano                      | Recorde africano (African) |                                           | Q | Classificado por posição (Qualified) |
| Recorde do campeonato | Recorde do campeonato (Championship record)  | Recorde da América    | Recorde da América (Americas)         | q                          | Classificado por melhor tempo (Qualified) |   |                                      |
| Melhor marca do ano   | Melhor marca do ano (World leading)          | Recorde asiático      | Recorde asiático (Asian)              | DNS                        | Não largou (Did not start)                |   |                                      |
| Recorde nacional      | Recorde nacional (National record)           | Recorde europeu       | Recorde europeu (European)            | DNF                        | Não terminou (Did not finish)             |   |                                      |
| Recorde pessoal       | Recorde pessoal do atleta (Personal best)    | Recorde da Oceania    | Recorde da Oceania (Oceania)          | DSQ / DQ                   | Desclassificado (Disqualified)            |   |                                      |
| Recorde da temporada  | Recorde da temporada do atleta (Season best) | Recorde sul-americano | Recorde sul-americano (South America) | NM                         | Sem marca (No mark)                       |   |                                      |